# ۸ بهمن
۸ بهمن سیصد و چهاردهمین روز سال در گاه‌شماری خورشیدی است. به پایان سال ۵۱ روز (۵۲ روز در سال کبیسه) باقی‌است.

## رویدادها
- ۱۳۵۵ - رقابت ۸ بهمن ۱۳۵۵ تیم ملی فوتبال ایران با تیم ملی فوتبال سوریه در مرحله مقدماتی جام جهانی فوتبال ۱۹۷۸ (آسیا و اقیانوسیه)
- ۱۳۹۴ - حادثه بهمن ۱۳۹۴ پرواز ۴۰۱۰ فروند هواپیمای بویینگ MD83 [۱]
- ۱۳۹۷ - رقابت ۸ بهمن ۱۳۹۷ تیم ملی فوتبال ایران با تیم ملی فوتبال ژاپن در جام ملت‌های آسیا ۲۰۱۹
- ۱۴۰۱ - زمین‌لرزه ۸ بهمن ۱۴۰۱ آذربایجان‌ غربی
- ۱۴۰۱ - حمله به مجتمع وزارت دفاع ایران

## زادروزها
- ۱۳۰۴ - سید عبدالکریم موسوی اردبیلی، مرجع تقلید
- ۱۳۰۴ - شهاب‌الدین اشراقی، داماد سید روح‌الله خمینی
- ۱۳۰۷ - علی میرزایی، وزنه‌بردار
- ۱۳۱۰ - غلامعلی بسکی، پزشک
- ۱۳۱۲ - محمدحسین معین‌پور، خلبان و نظامی
- ۱۳۲۲ - قدمعلی سرامی، نویسنده و شاعر
- ۱۳۲۳ - محسن میهن دوست، نویسنده
- ۱۳۲۵ - فرهاد صبا، فیلم‌بردار
- ۱۳۳۲ - سیف‌الله صمدیان، فیلم‌بردار
- ۱۳۳۷ - محمد داوودی، فیلم‌بردار
- ۱۳۴۴ - بهروز پرورش‌خواه، فوتبالیست
- ۱۳۴۵ - رضا میرکریمی، کارگردان
- ۱۳۶۳ - اسماعیل کریمیان، فوتبالیست
- ۱۳۶۴ - شهربانو منصوریان، ووشوکار
- ۱۳۶۵ - امیرحسین کبیری، از کشته‌شدگان اعتراضات آبان ۱۳۹۸ ایران
- ۱۳۷۰ - نازنین ملائی، قایقران
- ۱۳۷۲ - مهران امیری، فوتبالیست
- ۱۳۷۴ - ثریا آقایی، بازیکن بدمینتون
- ۱۳۷۵ - علی شجاعی، فوتبالیست
- ۱۳۷۶ - رسول آقچه لی، والیبالیست

## درگذشت ها
- ۱۳۲۵ - سید علی قاضی، مجتهد
- ۱۳۴۸ - سید حسن تقی‌زاده، از رهبران جنبش مشروطه ایران
- ۱۳۷۴ - عبدالعزیز محقق طباطبایی، پژوهشگر
- ۱۳۸۸ - محمدرضا علی‌زمانی، از شهروندان ایران
- ۱۳۸۸ - آرش رحمانی‌پور، از شهروندان ایران
- ۱۳۸۹ - داریوش همایون، سیاستمدار
- ۱۳۹۵ - پرویز عدل، دیپلمات
- ۱۳۹۸ - حسین اصلانی، آهنگساز
- ۱۳۹۹ - مهرداد میناوند، بازیکن فوتبال
- ۱۳۹۹ - سیروس سهامی، جغرافی‌دان
- ۱۳۹۹ - یوسف اردبیلی، از پیشگامان و مؤسسان رشته راهنمایی و مشاوره در ایران
- ۱۴۰۱ - کوشکی، یک یوزپلنگ آسیایی در ایران
- ۱۴۰۲ - عبدالنبی نمازی، نماینده استان اصفهان در دوره پنجم مجلس خبرگان رهبری